# Dinastia Hồng Bàng
La dinastia Hồng Bàng (in cinese: 鸿 庞, Hong Pang), nota anche come dinastia Lạc, è stata la prima dinastia che si suppone abbia governato in Vietnam (allora conosciuto come Văn Lang) per oltre 2.000 anni, fino al III secolo a.C. Le notizie riguardo agli albori di questa dinastia sono frammentarie e incomplete e secondo i racconti il fondatore fu Hùng Vương. Le informazioni riguardanti questo periodo provengono per lo più da racconti leggendari mentre quelle verificabili a livello storico sono poche e provenienti per lo più dai ritrovamenti archeologici.

## Storia
Il Vietnam, un paese situato lungo la costa orientale del continente sud-est asiatico, ha avuto una storia lunga e turbolenta. Circa 5.000 anni fa, nel nord del Vietnam scorrevano diversi fiumi. Durante l'età del bronzo, i popoli conosciuti più antichi erano stanziati in particolare lungo i fiumi Hong e Mã.

### Le leggende
Secondo la leggenda, Hùng Vương, considerato un eroe nella cultura vietnamita, era figlio del dragone Lac Long Quan, che arrivò nella zona del delta del fiume Rosso dal mare, e dello spirito immortale Au Co. Egli fu dal padre dichiarato "re" e prese il titolo Hùng Vương, creando la prima dinastia vietnamita conosciuta con il suo nuovo nome e governando su un regno che si estendeva dal mare ad est, al lago Dong Dinh a nord, al regno di Ba Thuc ad ovest, fino al regno del Champa a sud.
Tra le altre cose, gli viene accreditato l'insegnamento al suo popolo della coltivazione del riso. Egli è considerato il primo re del Vietnam (2897 a.C. secondo la leggenda) e il padre fondatore del paese. Hùng Vương chiamò il suo regno "Văn Lang" (locuzione che oggi significa "Vietnam"), con capitale a Phong Châu (Việt Trì, provincia di Phu Tho) situata nel punto d'incontro di tre fiumi, nella zona del delta del fiume Rosso. Secondo i racconti, il regno era molto grande e comprendeva l'area occupata dai Bach Viet, un popolo non cinese che era stanziata sul Fiume Azzurro. I sovrani della dinastia divisero il regno in distretti (bo) amministrati da una serie di governatori locali (lac hau), capi militari (lac tuong) e vice governatori (bo chinh).
Il trono passò agli eredi maschi di Hùng Vương che continuarono nel tempo la dinastia Hùng. I sovrani della dinastia Hùng combatterono numerose guerre nel tardo periodo della dinastia. Alla fine, nel III secolo a.C., la dinastia si fermò dopo 18 linee di discendenza all'avvento del capo militare An Dương Vương, sovrano del vicino regno di Thục, che conquistò Văn Lang e diede il via alla dinastia Thục, assoggettata poi dai cinesi.

### Resoconti archeologici e considerazioni storiche

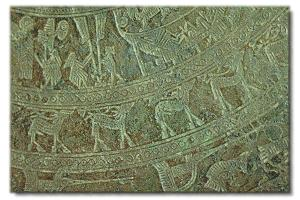
Superficie di un tamburo di bronzo della cultura dongsoniana. I millennio a.C.

Tralasciando gli aspetti leggendari, la effettiva esistenza del regno di Hùng Vương e della sua discendenza è ancora oggetto di dibattito. Se la millenaria durata del regno lascia supporre che le informazioni giunteci nel tempo siano frutto principalmente di racconti leggendari, i ritrovamenti archeologici nel XX secolo hanno portato diverse conferme afferenti alle leggende. Tra i più importanti ritrovamenti vi sono quelli dell'età della pietra di Hoa Binh e Bac Son, nel nord del Vietnam, e quelli dell'età del bronzo di Don Song, nell'attuale provincia di Thanh Hoa.
Quest'ultimo ritrovamento in particolare ha fatto associare dagli studiosi la dinastia Hồng Bàng alla cultura di Don Song (o cultura dongsoniana), una civiltà caratterizzata dalla profonda conoscenza della risicoltura che costruì un vasto sistema di canalizzazione per la coltivazione del riso. Questi campi irrigati vennero chiamati "Lạc", che è il nome più antico conosciuto del Vietnam.
Altri ritrovamenti, avvenuti dagli anni sessanta agli anni ottanta (Tan Van, provincia di Lang Son; Nui Do, Thanh Hóa; Quynh Van, Nghe An; Phung Nguyen, Phu Tho) hanno ulteriormente confermato il fatto che le zone costiere dell'attuale Vietnam erano state abitate da popolazioni stanziali già da diversi millenni prima di Cristo. Le principali caratteristiche di questa cultura austro-asiatica, oltre all'ampia conoscenza dei sistemi di risicoltura, erano una tipologia di società di tipo matriarcale, il culto degli antenati e una visione cosmologica basata sulle montagne e sul mare, i due principali ambienti naturali della striscia costiera del Vietnam.

## Sovrani della dinastia Hồng Bàng
Sono stati registrati 18 regni della dinastia Hồng Bàng. Ad ogni regno corrisponde un titolo e per ogni titolo possono aver regnato più sovrani dei quali, però, solo il primo è stato registrato.
| Linea di discendenza | Titolo           | Nome reale      | Anno di nascita | Regno                                                                                 |
| -------------------- | ---------------- | --------------- | --------------- | ------------------------------------------------------------------------------------- |
| Chi Càn              | Kinh Dương Vương | Lộc Tục         | 2919 a.C.       | 2879-2794 a.C.                                                                        |
| Chi Khảm             | Hùng Hiền Vương  | Sùng Lãm        | 2825 a.C.       | Diversi re hanno governato dal 2793-2525 a.C., tutti con il titolo di Hùng Hiền Vương |
| Chi Cấn              | Hùng Quốc Vương  | Hùng Lân        |                 | Diversi re hanno governato dal 2524-2253 a.C., tutti con il titolo di Hùng Quốc Vương |
| Chi Chấn             | Hùng Hoa Vương   | Hùng Bửu Lang   |                 | Diversi re hanno governato dal 2254-1912 a.C., tutti con il titolo di Hùng Hoa Vương  |
| Chi Tốn              | Hùng Huy Vương   | Bảo Lang        | 2030 a.C.       | Diversi re hanno governato dal 1971-1771 a.C., tutti con il titolo di Hùng Huy Vương  |
| Chi Ly               | Hùng Hồn Vương   | Long Tiên Lang  | 1740 a.C.       | 2 re hanno governato dal 1771-1690 a.C., tutti con il titolo di Hùng Hồn Vương        |
| Chi Khôn             | Hùng Chiêu Vương | Quốc Lang       | 1702 a.C.       | 5 re hanno governato dal 1690-1490 a.C., tutti con il titolo di Hùng Chiêu Vương      |
| Chi Đoài             | Hùng Vĩ Vương    | Thừa Vân Lang   | 1466 a.C.       | 5 re hanno governato dal 1435-1335 a.C., tutti con il titolo di Hùng Vĩ Vương         |
| Chi Giáp             | Hùng Định Vương  | Chân Nhân Lang  | 1381 a.C.       | 3 re hanno governato dal 1336-1256 a.C., tutti con il titolo di Hùng Định Vương       |
| Chi Ất               | Hùng Uy Vương    | Hoàng Long Lang | 1294 a.C.       | 3 re hanno governato dal 1257-1167 a.C., tutti con il titolo di Hùng Uy Vương         |
| Chi Bính             | Hùng Trinh Vương | Hưng Đức Lang   | 1218 a.C.       | 4 re hanno governato dal 1168-1061 a.C., tutti con il titolo di Hùng Trinh Vương      |
| Chi Đinh             | Hùng Vũ Vương    | Đức Hiền Lang   | 1114 a.C.       | 3 re hanno governato dal 1062-966 a.C., tutti con il titolo di Hùng Vũ Vương          |
| Chi Mậu              | Hùng Việt Vương  | Tuấn Lang       | 990 a.C.        | 5 re hanno governato dal 967-862 a.C., tutti con il titolo di Hùng Việt Vương         |
| Chi Kỷ               | Hùng Anh Vương   | Viên Lang       | 905 a.C.        | 4 re hanno governato dall'863-779 a.C., tutti con il titolo di Hùng Anh Vương         |
| Chi Canh             | Hùng Triệu Vương | Chiêu Lang      | 745 a.C.        | 3 re hanno governato dal 780-686 a.C., tutti con il titolo di Hùng Triệu Vương        |
| Chi Tân              | Hùng Tạo Vương   | Đúc Quân Lang   | 740 a.C.        | 3 re hanno governato dal 687-595 a.C., tutti con il titolo di Hùng Tạo Vương          |
| Chi Nhâm             | Hùng Nghi Vương  | Bảo Quang Lang  | 605 a.C.        | 4 re hanno governato dal 596-336 a.C., tutti con il titolo di Hùng Nghi Vương         |
| Chi Quý              | Hùng Duệ Vương   | Huệ Lang        | 350 a.C.        | 3 re hanno governato dal 337-258 a.C., tutti con il titolo di Hùng Duệ Vương          |